# More Best of Leonard Cohen
More Best of Leonard Cohen är ett samlingsalbum med olika låtar av Leonard Cohen som släpptes 1997. Låtarna kommer från albumen I'm Your Man och The Future, samt livealbumet Cohen Live. De två sista spåren är sedan tidigare ej släppta.

## Låtlista
1. "Everybody Knows" (Cohen/Sharon Robinson)
2. "I'm Your Man"
3. "Take This Waltz" (Cohen/Federico Garcia Lorca)
4. "Tower of Song"
5. "Anthem"
6. "Democracy"
7. "The Future"
8. "Closing Time"
9. "Dance Me to the End of Love" (live)
10. "Suzanne" (live)
11. "Hallelujah" (live)
12. "Never Any Good"
13. "The Great Event"

- Samtliga låtar skrivna av Leonard Cohen, om inte annat anges.

## Produktion
- Musikproducenter – Bob Metzger (spår 9 – 11), Leanne Ungar (spår 8 – 11), Leonard Cohen (spår 1 – 8), Michel Robidoux (spår 1, 2), Steve Lindsey (spår 6, 12, 13)
- Mastering – Doug Sax, Gavin Lurssen
- Omslagsdesign – Richard Zuckerman
- Omslagskonst – Nancy Donald
- Foto – Dominique Isserman